# Kurumba
Kurumba (nep. कुरुम्बा) – gaun wikas samiti we wschodniej części Nepalu w strefie Meći w dystrykcie Panchthar. Według nepalskiego spisu powszechnego z 2001 roku liczył on 754 gospodarstw domowych i 4231 mieszkańców (2213 kobiet i 2018 mężczyzn).